# Governo Ricasoli I
Il Governo Ricasoli I è stato il secondo esecutivo del Regno d'Italia, il primo guidato da Bettino Ricasoli.
Esso, nato in seguito alle dimissioni del governo precedente, è rimasto in carica dal 12 giugno 1861 al 3 marzo 1862, per un totale di 264 giorni, ovvero 8 mesi e 19 giorni.

## Compagine di governo

### Appartenenza politica
| Partito | Partito        | Presidente | Ministri | Totale |
| ------- | -------------- | ---------- | -------- | ------ |
|         | Destra storica | 1          | 10       | 11     |

### Provenienza geografica
La provenienza geografica dei membri del Consiglio dei ministri si può così riassumere:
| Regione  | Presidente | Ministri | Totale |
| -------- | ---------- | -------- | ------ |
| Toscana  | 1          | 2        | 3      |
| Piemonte | -          | 2        | 2      |
| Campania | -          | 1        | 1      |
| Francia  | -          | 1        | 1      |
| Sicilia  | -          | 1        | 1      |

### Situazione parlamentare
NOTA: Ai tempi del Regno d'Italia, poiché secondo lo Statuto Albertino il governo rispondeva nei fatti al solo Re, la fiducia parlamentare in senso moderno non era obbligatoria (ed in tal senso vari sono stati i casi di formazione di un governo palesemente privo di tale supporto). La prassi di determinare la sopravvivenza dell’esecutivo in base al supporto parlamentare, dunque, si è andata sviluppando solo successivamente, specie con l’ascesa dei partiti di massa e con l’introduzione del sistema proporzionale, in tempi molto più tardi rispetto all’unità, ed ufficialmente solo con la Costituzione della Repubblica Italiana. Per questo motivo, il grafico sottostante espone, secondo ricostruzioni e dichiarazioni, nonché secondo la composizione del governo, l’eventuale supporto che questo avrebbe o ha ottenuto.
| Camera              | Collocazione     | Partiti                | Seggi     |
| ------------------- | ---------------- | ---------------------- | --------- |
| Camera dei deputati | Maggioranza      | PLC (342)              | 342 / 443 |
| Camera dei deputati | Appoggio esterno | IND (23)               | 23 / 443  |
| Camera dei deputati | Opposizione      | DEM (62), ER-Pd'A (14) | 78 / 443  |

## Composizione
| Carica                                    | Titolare                                                                | Titolare                                                                | Titolare                                                                |
| Presidenza del Consiglio dei ministri     | Presidenza del Consiglio dei ministri                                   | Presidenza del Consiglio dei ministri                                   | Presidenza del Consiglio dei ministri                                   |
| ----------------------------------------- | ----------------------------------------------------------------------- | ----------------------------------------------------------------------- | ----------------------------------------------------------------------- |
| Presidente del Consiglio dei ministri     |                                                                         |                                                                         | Bettino Ricasoli (Destra storica)                                       |
| Ministero                                 | Ministri                                                                | Ministri                                                                | Ministri                                                                |
| Finanze                                   |                                                                         |                                                                         | Pietro Bastogi (Destra storica)                                         |
| Agricoltura, Industria e Commercio        |                                                                         |                                                                         | Filippo Cordova (Destra storica)                                        |
| Affari esteri                             |                                                                         |                                                                         | Bettino Ricasoli (Destra storica)                                       |
| Lavori Pubblici                           |                                                                         |                                                                         | Ubaldino Peruzzi (Destra storica)                                       |
| Interno                                   |                                                                         |                                                                         | Marco Minghetti (Destra storica) (fino al 1º settembre 1861)            |
| Interno                                   |                                                                         | Bettino Ricasoli (Destra storica) (dal 1º settembre 1861)               |                                                                         |
| Istruzione                                |                                                                         |                                                                         | Francesco De Sanctis (Destra storica)                                   |
| Guerra                                    | Bettino Ricasoli (Destra storica) Ad interim (fino al 5 settembre 1861) | Bettino Ricasoli (Destra storica) Ad interim (fino al 5 settembre 1861) | Bettino Ricasoli (Destra storica) Ad interim (fino al 5 settembre 1861) |
| Guerra                                    |                                                                         | Alessandro Della Rovere (Destra storica) (dal 5 settembre 1861)         |                                                                         |
| Marina                                    |                                                                         |                                                                         | Federico Luigi, Conte Menabrea (Destra storica)                         |
| Grazia e Giustizia e Affari Ecclesiastici |                                                                         |                                                                         | Vincenzo Maria Miglietti (Destra storica)                               |

## Cronologia

### 1861
- 12 giugno 1861 - Il Re Vittorio Emanuele II affida al barone Ricasoli l'incarico di formare un governo, di cui egli terrà oltre alla presidenza anche i dicasteri degli Esteri e della Guerra.
- 10 settembre - Ricasoli invia a Parigi un progetto di riconciliazione con la Santa Sede: annessione di Roma al Regno d'Italia in cambio della sovranità personale del Papa sulla Capitale, di una donazione annua e della completa autonomia pontificia nella nomina dei vescovi; il progetto naufraga per l'opposizione francese.
- 9 ottobre - L'esecutivo approva una serie di decreti volti a favorire la centralizzazione dello Stato. Il generale Enrico Cialdini, inviato nel Meridione per sedare alcune rivolte anti-sabaude, viene sostituito a causa della sua crudele repressione da Alfonso La Marmora.

### 1862
- 26 febbraio 1862 - In seno al Governo si accentuano le dissensioni, specialmente fomentate da Cordova. I ministri mettono i rispettivi portafogli a disposizione del Presidente del Consiglio.
- 27 febbraio 1862 - Essendo il re Vittorio Emanuele II da due giorni indisposto, il presidente del consiglio dei ministri Ricasoli gli scrive chiedendogli, anche a nome dei ministri, della sua salute, e per dirgli che prima ancora di domenica vorrebbe parlargli di vari oggetti. Il Re gli risponde che non sta ancora troppo bene, anche di morale; che per consiglio del medico va in campagna, ma sarà di ritorno sabato sera 1 marzo; ed aggiunge: «Caro Barone, mi pare che le difficoltà vanno crescendo e che tutto non è piano. Vorrei avere il fegato come lo possiede lei, caro Barone, ma Dio non mi diede quella prerogativa, di modo che le passioni umane non mi divertono. Le auguro di essere illuminato più di me, e con ciò Vittorio Emanuele stringe la mano a Bettino Ricasoli da buono e vero amico. Il suo affezionatissimo Vittorio Emanuele».
- 28 febbraio 1862 - Il presidente del consiglio dei ministri Ricasoli scrive al Re per prevenirlo che domani sarà pronto ai suoi cenni per le 18 o per le 21. Lo intrattiene delle difficoltà politiche attuali; gli dice che il solo vero e disinteressato amico di esso Re è Bettino Ricasoli; che esso Re è avvolto da «una nebbia sinistra e dolorosa». Il Re solo può dissiparla «d'un soffio della sua anima onesta ed italiana». Quanto ad esso Ricasoli aspetta «che Vittorio Emanuele ed il Re degnino di rendergli libertà, pace e riposo». Gli scrive poi seconda lettera per dirgli che interpreta quella di lui di ieri come disapprovazione della condotta del ministero e sfiducia; questo senso si aveva già dai ministri che la sera di martedì, 25, si trovarono d'accordo nel deliberare le dimissioni, che ora rassegna al Re.
- 1º marzo 1862 - Il Re scrive al presidente del consiglio dei ministri Ricasoli, precisandogli le ragioni per le quali esso Re «ed una parte rispettabile dei rappresentanti della Nazione» sentono scemata la fiducia nel governo; ma esso Re «stando sempre prima di tutto alla purità del Regime Costituzionale» desidera che il ministero susciti un nuovo voto della Camera, per vederci più chiaramente. Ricasoli risponde al Re insistendo nelle dimissioni. Il Re gli risponde accettandole. Il Re manda a chiamare il presidente della Camera, Urbano Rattazzi, il quale, dopo conferito con il Sovrano, accetta l'incarico di formare il nuovo governo. Il ministero Ricasoli si è dimesso per dissensi interni, per pressioni esercitate dal ministro di Francia sulla politica interna, e per influenze di corte favorevoli a Rattazzi.
- 3 marzo - Con la formazione del nuovo governo, si conclude formalmente l’esperienza del governo.